# Associations de prêts d'honneur
Un prêt d'honneur est un crédit à moyen terme octroyé à une personne créant ou reprenant une entreprise et accordé sans garanties personnelles ou réelles. En France, il est généralement accordé par des associations constituées à cet effet.

## Les prêts d’honneur
Les prêts d'honneur sont des crédits à moyen terme dont la durée est généralement comprise entre 2 et 5 ans. Ils sont octroyés à des personnes créant ou reprenant une entreprise, mais pas à l’entreprise elle-même. Ils sont accordés sans garanties personnelles ou réelles, ce qui justifie leur appellation de « prêts d’honneur ». Sauf exception, les prêts d’honneur ne portent pas d’intérêt ou sont dits à taux 0.

## En France
Les prêts d'honneur ont été mis en place en France au début des années 1980 après constatation de la difficulté que rencontraient les porteurs de projets ne présentant pas de sûretés personnelles importantes pour avoir accès au financement bancaire.
Le prêt a vocation à conforter, voire à remplacer l'apport du porteur de projet et à jouer un effet de levier pour l'obtention d’un financement bancaire complémentaire.
Les montants des prêts d’honneur varient en fonction des besoins des porteurs de projets et de la politique des associations ; en général, ils se situent entre 2 000 et 30 000 euros.
D’autres mécanismes de prêts à la création d’entreprises sont parfois baptisés prêts solidaires ; généralement, ils font appel à des cautions et peuvent avoir des taux d’intérêt. Le microcrédit est un concept plus général, recouvrant une part d’activité bancaire commerciale ; le prêt d’honneur peut être considéré comme une forme particulière du microcrédit.

### Un des outils du soutien à la création d’entreprises
Les pouvoirs publics français encouragent, depuis les années 1980, la constitution et le fonctionnement des associations de prêts d’honneur. Lancé en 2005 dans le cadre du plan de cohésion sociale, le fonds de cohésion sociale sert à doter des fonds de prêts et des fonds de garantie.
La Caisse des dépôts et consignations (CDC), établissement financier exerçant des missions d’intérêt général, est un des principaux financeurs de la plupart des organismes accordant des prêts d’honneur.
Les conseils régionaux, les conseils généraux (départements), les communautés de communes ou d’agglomération ainsi que les communes sont généralement impliqués dans le financement de ces organismes, aux côtés d’entreprises et d’organismes consulaires.
Selon la CDC, les 274 fonds de prêts d'honneur recensés en 2004 avaient financé 10 200 entreprises (8 300 en 2003) ; ces entreprises auraient créé au démarrage 21 600 emplois (16 800 en 2003). Les 10 900 prêts d'honneur accordés totalisaient 76 millions d'euros, accompagnés de 376 millions d'euros de concours bancaires complémentaires.

### Les organismes délivrant des prêts d’honneur
Les organismes délivrant des prêts d’honneur en France sont des associations.
Deux réseaux regroupent le plus grand nombre d'associations locales de prêts d’honneur : Initiative France , qui rassemble les plateformes Initiative (230 en 2015) et Réseau Entreprendre.
Par ailleurs, d’autres associations accordent des prêts d’honneur en complément d’autres activités en faveur des créateurs, comme le réseau des Boutiques de gestion.
Enfin, des associations locales non affiliées à des réseaux proposent également des prêts d’honneur, comme Solidarité emploi Midi Pyrénées ou l'Association pour favoriser la création d'entreprise (AFACE) dans l'ouest de l'Île-de-France ou également l'Adie (Association pour le droit à l'Initiative Économique) implantée au niveau national et dans les DomTom depuis 1989.
Fin 2004, la Caisse des dépôts recensait 274 fonds de prêts d'honneur : 213 PFIL du réseau France initiative, 26 associations adhérentes à Réseau Entreprendre, 12 associations locales non affiliées à un réseau ainsi que les 23 directions régionales de l'Adie.

### Le dispositif EDEN
L'aide à l'émergence d'entreprises nouvelles (EDEN) est un dispositif créé par l'État français qui rentre dans le cadre de l'aide aux chômeurs créateurs ou repreneurs d’entreprises (ACCRE). Elle constitue depuis 2004 une avance remboursable. 
En 2008, une convention entre l'État et la Caisse des dépôts a prévu de transférer à la CDC la gestion du dispositif EDEN à partir de juin 2008 pour certains quartiers et de janvier 2009 pour l'ensemble du territoire. Cette convention prévoit la transformation d'EDEN en un prêt d'honneur.
Depuis janvier 2009, EDEN est devenu Nouvel Accompagnement pour la Création et la Reprise d'Entreprise (NACRE). Il consiste à la fois en un dispositif d'accompagnement et un soutien financier via un prêt d'honneur.

## Sources
- CDC : Les fonds de prêts d'honneur soutenus par la Caisse des Dépôts, bilan d'activité 2004, CDC, 2005.

## Pour en savoir plus
- Initiative France
- Agence pour la création d’entreprises (Apce)
- Réseau Entreprendre
- Association pour le droit à l'initiative économique (Adie)
- France Active
- NACRE sur Les-aides.fr, le site d'information des CCI sur les aides aux entreprises